# Judy W. Reed
Judy Woodford Reed  (* 1826 in USA; † 1905) war eine US-amerikanische Näherin und Erfinderin. Sie war eine der ersten afroamerikanischen Frauen, die ein US-Patent erhielt.

## Leben und Werk
Reed war laut der Volkszählung von 1870 eine Näherin, die in der Nähe von Charlottesville in Virginia, lebte. Sie und ihr Mann, ein Gärtner, hatten fünf Kinder. Ihr Ehemann starb zwischen 1880 und 1885, da sie sich als Witwe von Allen Reed bezeichnete, als sie nach Washington, D.C. zog. Sie lebte dort mit ihren Kindern.
Im Januar 1884 meldete sie ihren Dough Kneader and Roller zum Patent an und unterschrieb mit einem X.  Möglicherweise war sie nicht in der Lage, ihren Namen zu lesen, zu schreiben oder zu unterschreiben. Während der Zeit der Sklaverei war es ungesetzlich, Sklaven das Lesen und Schreiben beizubringen. Alle Sklaven, die beim Lesen, Schreiben oder Unterrichten anderer erwischt wurden, wurden hart bestraft oder getötet. Da Frauen beim Unterzeichnen von Dokumenten manchmal ihre Anfangs- und/oder Mittelinitialen verwendeten, wurde sie wahrscheinlich als Mann angesehen. Bei Patentanmeldungen musste der Anmelder nicht angeben, ob er ein Afroamerikaner ist, dadurch ist nicht bekannt, ob es vor Reed frühere afroamerikanische Erfinderinnen gab.
Am 23. September 1884 erhielt Reed das Patent Nr. 305.474 für ihre Erfindung. Über dieses Dokument hinaus gibt es keine Aufzeichnungen über ihr Leben. Als sie ihr Patent erhielt, war sie möglicherweise Analphabetin oder hat so getan, als könne sie weder lesen noch schreiben, um Kontroversen zu vermeiden. Die Versklavung der Afrikaner in Amerika wurde am 1. Januar 1965 offiziell beendet. Vielleicht konnte Reed 19 Jahre später lesen und schreiben.

## Patent für J. W. Reed
Reeds Patent für den Dough Kneader and Roller beschreibt ein verbessertes Design bestehender Teigkneter. Die Erfindung ermöglichte eine gleichmäßige Mischung des Teiges, während dieser durch zwei ineinandergreifende Walzen mit geschnitzten gewellten Lamellen lief, die als Kneter fungierten. Der Teig wurde dann in Form eines Bandes in einen abgedeckten Behälter geleitet, um ihn vor Staub und anderen Partikeln in der Luft zu schützen.